# راسيل إتش فازيو
راسيل إتش فازيو (بالإنجليزية: Russell H. Fazio)‏ هو عالم نفس وأستاذ جامعي أمريكي، ولد في 9 أكتوبر 1952 في أوتيكا في الولايات المتحدة.

## وصلات خارجية
- الموقع الرسمي